# Bedfordia
Bedfordia es un género de plantas fanerógamas perteneciente a la familia de las asteráceas.Comprende 3 especies descritas y  aceptadas. Endémicas todas endémicas de Australia.

## Descripción
Bedfordia son arbustos o árboles pequeños. Las hojas crecen por primera vez en un lado y luego aparecen por el otro en dos filas a lo largo de las ramas, no son pareadas. Las cabezas florales tienen una forma plana circular, y están rodeadas por una bráctea peluda que está en la base. Las flores son tubulares y hermafroditas, apenas más largas que las brácteas.

## Taxonomía
El género fue descrito por Augustin Pyrame de Candolle y publicado en Archives de Botanique 2: 332. 1833.
Etimología
Bedfordia: nombre genérico otorgado en honor de John Russell, duque de Bedford.

## Especies aceptadas
A continuación se brinda un listado de las especies del género Bedfordia aceptadas hasta julio de 2012, ordenadas alfabéticamente. Para cada una se indica el nombre binomial seguido del autor, abreviado según las convenciones y usos.
- Bedfordia arborescens Hochr.
- Bedfordia linearis (Labill.) DC.
- Bedfordia salicina (Labill.) DC.